# تشارلز هنتر (ملحن)
تشارلز هنتر (بالإنجليزية: Charles Hunter)‏ هو ملحن أمريكي، ولد في 16 مايو 1876 في كولومبيا في الولايات المتحدة، وتوفي في 23 يناير 1906 في سانت لويس في الولايات المتحدة بسبب سل.

## وصلات خارجية
- تشارلز هنتر على موقع ميوزك برينز (الإنجليزية)